# Куп домаћих нација 1884.
Куп домаћих нација 1884. (службени назив: 1884 Home Nations Championship) је било 2. издање овог најелитнијег репрезентативног рагби такмичења Старог континента.
Куп су освојили Енглези.

## Такмичење
Енглеска - Велс 2-1
Велс - Шкотска 0-1
Ирска - Енглеска 0-1
Шкотска - Ирска 2-0
Енглеска - Шкотска 1-0
Велс - Ирска 1-0

## Табела
|   | Селекција                     | ИГ | Д | Н | И | ПД | ПП | ПР | Б |  |
| - | ----------------------------- | -- | - | - | - | -- | -- | -- | - |  |
| 1 | Рагби репрезентација Енглеске | 3  | 3 | 0 | 0 | 3  | 1  | +2 | 6 |  |
| 2 | Рагби репрезентација Шкотске  | 3  | 2 | 0 | 1 | 3  | 1  | +2 | 4 |  |
| 3 | Рагби репрезентација Велса    | 3  | 1 | 0 | 2 | 2  | 2  | 0  | 2 |  |
| 4 | Рагби репрезентација Ирске    | 3  | 0 | 0 | 3 | 0  | 4  | -4 | 0 |  |

| Победник Купа домаћих нација 1884.                        |
| --------------------------------------------------------- |
| Репрезентација Енглеске 2. титула првака Европе у рагбију |